# 高額なドメイン名の一覧
高額なドメイン名の一覧は、300万ドル以上で取り引きされたドメイン名の一覧である。

## 概要

### 価値の高騰
1990年代にインターネットが爆発的に普及すると、ドメイン名の価値も高騰した。さらにドメイン名は誰にでも取得することができるという早い者勝ちであった。このため、ドメイン名占拠を専門にする企業や個人が大量に現れ、企業名や商標を転売目的で登録する「サイバー・スクワッティング（ドメイン名不法占拠）」が横行した。

### 転売屋
スイスの週刊誌『ハンデルスツェイトゥング』によると、イギリスのウィリアム王子とキャサリン妃の第1子の名前が発表されるよりも前に、ドメイン名が登録されていたことが分かった。登録したのはスイスの男性で、ドメイン名を転売することで生計を立てているという。男性によると事前に人気が出そうなドメイン名を考案し、英国のブックメーカーが示していた考え得る名前の組み合わせのリストを調べ、王子の名前が発表されるわずか数時間前に登録していた。男性は他にも転売できそうな約600のドメイン名を所有しているという。

### 乗っ取り事件
sex.comを1994年に男性が取得するも、翌年に別の男性によって乗っ取られてしまった。被害者は裁判で訴えるも長期化し、2000年に勝訴するもその間に犯人は1億ドルもの利益を上げていた。さらに海外逃亡を図り、2005年に逮捕されたが、資産を隠しており損害賠償金を受け取ることはできなかった。

### 商標権
ドメイン名を先に取得し高額で転売したり、フィッシング詐欺など犯罪に利用する問題も増えてきた。しかし商標権を持つ人や企業に対し高額で転売しようとする行為は、権利者が申し立てを行うことによってそのドメイン名を取り消す仕組みがある。JPドメインではドメイン名紛争処理方針(JP-Domain Name Dispute Resolution Policy)、「.com」「.net」「.biz」などの gTLDは統一ドメイン名紛争処理方針(UDRP)。

### 実例
「twitter.co.jp」を転売目的で取得し260万円で販売しようとした男がTwitter社に訴えられ敗訴。twitter.co.jpというドメイン名はTwitterに移転されている。
このように商標権があるドメイン名の転売は難しくなっている。しかし、配信サイトであるnoteを運営している日本企業のnote株式会社は、「note」という単語の商標権をもっているわけではないので、「note.jp」は日本人から
、「note.com」は海外のドメインブローカーから金額非公開で購入するなど、未だに転売は行われている。

## 一覧
このリストは、純粋なドメイン名としての価値で、ウェブサイトのコンテンツなどは含まれていない。
| ドメイン名     | 金額(ドル) | 年   | 出典          |
| -------------- | ---------- | ---- | ------------- |
| Voice.com      | 30,000,000 | 2019 | [ 11 ]        |
| 360.com        | 17,000,000 | 2015 | [ 12 ]        |
| Sex.com        | 13,000,000 | 2010 | [ 13 ]        |
| Fund.com       | 12,000,000 | 2008 | [ 14 ]        |
| Hotels.com     | 11,000,000 | 2001 | [ 15 ]        |
| Tesla.com      | 11,000,000 | 2014 | [ 16 ]        |
| Porn.com       | 9,500,000  | 2007 | [ 14 ]        |
| Porno.com      | 8,800,000  | 2015 | [ 17 ]        |
| Fb.com         | 8,500,000  | 2010 | [ 18 ]        |
| We.com         | 8,000,000  | 2015 | [ 19 ]        |
| Diamond.com    | 7,500,000  | 2006 | [ 14 ]        |
| Beer.com       | 7,000,000  | 2004 | [ 14 ]        |
| Z.com          | 6,800,000  | 2014 | [ 20 ] [ 21 ] |
| iCloud.com     | 6,000,000  | 2011 | [ 22 ]        |
| Casino.com     | 5,500,000  | 2003 | [ 14 ]        |
| Slots.com      | 5,500,000  | 2010 | [ 23 ]        |
| AsSeenOnTv.com | 5,100,000  | 2000 | [ 23 ]        |
| Toys.com       | 5,100,000  | 2009 | [ 14 ] [ 24 ] |
| Clothes.com    | 4,900,000  | 2008 | [ 25 ]        |
| Medicare.com   | 4,800,000  | 2014 | [ 26 ]        |
| IG.com         | 4,600,000  | 2013 | [ 27 ]        |
| GiftCard.com   | 4,000,000  | 2012 | [ 28 ]        |
| Yp.com         | 3,800,000  | 2008 | [ 29 ]        |
| HG.com         | 3,770,000  | 2016 | [ 30 ]        |
| Mi.com         | 3,600,000  | 2014 | [ 31 ]        |
| Ice.com        | 3,500,000  | 2018 | [ 32 ]        |
| AltaVista.com  | 3,300,000  | 1998 | [ 33 ]        |
| Whisky.com     | 3,300,000  | 2014 | [ 34 ]        |
| Loans.com      | 3,000,000  | 2000 | [ 35 ] [ 36 ] |
| Vodka.com      | 3,000,000  | 2006 | [ 37 ]        |
| Candy.com      | 3,000,000  | 2009 | [ 38 ]        |
| California.com | 3,000,000  | 2019 | [ 39 ]        |

### 割賦売買
| ドメイン名   | 価格       | 販売日 | 完了日 | 参照   |
| ------------ | ---------- | ------ | ------ | ------ |
| LasVegas.com | 90,000,000 | 2005年 | 2040年 | [ 40 ] |

### 非公開売買
金額は非公開であるが、高額で売買されたドメイン名
1. Crypto.com
2. Stake.com
3. Bitcoin.com
4. Entrepreneurs.com
5. Hey.com